# عمرو نبیل
عمرو نبیل (انگلیسی: Amr Nabil؛ زادهٔ ۱۵ اوت ۱۹۸۷) یک ورزشکار اهل مصر است.